# Кіннгаіт
Кіннгаіт (інуктитут Kinngait, ᑭᙵᐃᑦ) — село в Канаді у регіоні Кікіктаалук території Нунавут, на острові Дорсет біля півострова Фокс (південно-західній частині острова Баффінова Земля). Населення села становить 1 363 людини.
У селі є аеропорт (англ. Kinngait Airport).

## Назва
Назва села англійською пов’язана з назвою острова Дорсет і з англійської перекладається як “Мис Дорсет”. У свою чергу острів Дорсет був так названий англійським мореплавцем капітаном Люком Фоксом 24 вересня 1631 року на честь Едварда Саквелла, графа Дорсета.  Ескімоська назва Kinngait пов'язана з місцевими мальовничими горами і у перекладі означає або «висока гора»  або "вершина острова" 

## Клімат
Місто знаходиться у зоні арктичних пустель. Найтепліший місяць — липень із середньою температурою 7.8 °C (46 °F). Найхолодніший місяць — лютий, із середньою температурою -25.4 °С (-13.8 °F).
| Клімат Кейп-Дорсета     | Клімат Кейп-Дорсета | Клімат Кейп-Дорсета | Клімат Кейп-Дорсета | Клімат Кейп-Дорсета | Клімат Кейп-Дорсета | Клімат Кейп-Дорсета | Клімат Кейп-Дорсета | Клімат Кейп-Дорсета | Клімат Кейп-Дорсета | Клімат Кейп-Дорсета | Клімат Кейп-Дорсета | Клімат Кейп-Дорсета | Клімат Кейп-Дорсета |
| Показник                | Січ.                | Лют.                | Бер.                | Квіт.               | Трав.               | Черв.               | Лип.                | Серп.               | Вер.                | Жовт.               | Лист.               | Груд.               | Рік                 |
| Абсолютний максимум, °C | −1,4                | 2,8                 | 1,6                 | 5,6                 | 10,9                | 17,9                | 25                  | 21,9                | 18,1                | 7,2                 | 3,4                 | −0,8                | 25                  |
| Середній максимум, °C   | −21,7               | −22,2               | −17,5               | −9,9                | −2,5                | 5,3                 | 11,8                | 9,1                 | 4                   | −1,6                | −8,1                | −16,2               | −5,8                |
| Середня температура, °C | −25                 | −25,4               | −21,2               | −13,6               | −5,3                | 2,4                 | 7,8                 | 5,9                 | 1,8                 | −3,6                | −11                 | −19,5               | −8,9                |
| Середній мінімум, °C    | −28,2               | −28,7               | −24,8               | −17,2               | −8                  | −0,6                | 3,7                 | 2,7                 | −0,4                | −5,6                | −14                 | −22,8               | −12                 |
| Абсолютний мінімум, °C  | −38,9               | −40,6               | −42,2               | −32,8               | −19,6               | −9,3                | −3,4                | −4,6                | −8,3                | −23,9               | −30,6               | −42,8               | −42,8               |
| Норма опадів, мм        | 21.6                | 20.9                | 25.4                | 29.4                | 31.4                | 29.5                | 37.7                | 53.2                | 48.9                | 44.9                | 44.2                | 31.5                | 418.5               |
| Днів з дощем            | 0                   | 0                   | 0                   | 0,4                 | 1,9                 | 6,8                 | 11,4                | 13,3                | 10,6                | 3,2                 | 0,1                 | 0                   | 47,8                |
| Днів зі снігом          | 16,7                | 14,2                | 16,3                | 14,5                | 15,8                | 5,1                 | 0,2                 | 0,6                 | 7,6                 | 18,7                | 20,1                | 19,5                | 149                 |
| ----------------------- | ------------------- | ------------------- | ------------------- | ------------------- | ------------------- | ------------------- | ------------------- | ------------------- | ------------------- | ------------------- | ------------------- | ------------------- | ------------------- |
| Джерело: Weatherbase    |                     |                     |                     |                     |                     |                     |                     |                     |                     |                     |                     |                     |                     |

## Населення
Населення села Кейп-Дорсет за переписом 2011 року становить 1 363 людини і для нього характерним є зростання у період від переписів 2001 й 2006 років: 
- 1961 рік - 161 людина [7]

- 2001 рік — 1 148 осіб,[8]
- 2006 рік — 1 236 осіб,[8]
- 2011 рік — 1 363 особи.[2]

Данні про національний склад населення, рідну мову й використання мов у селі Кейп-Дорсет, отримані під час перепису 2011 року, будуть оприлюднені 24 жовтня 2012 року.  Перепис 2006 року дає такі данні: 
- корінні жителі – 1 130 осіб,
- некорінні - 100 осіб.

| Мова              | Кількість населення, осіб |
| Тільки англійська | 105                       |
| Тільки французька | 10                        |
| Інша мова (мови)  | 1 125                     |

| Мова                                          | Кількість населення, осіб |
| Тільки англійська                             | 1 075                     |
| Тільки французька                             | 0                         |
| Французька і англійська                       | 30                        |
| Не володіють ані англійською, ані французькою | 135                       |

| Мова                         | Кількість населення, осіб |
| Англійська                   | 190                       |
| Французька                   | 0                         |
| Неофіційна мова              | 1 040                     |
| Англійська і неофіційна мови | 40                        |

| Мова                         | Кількість населення, осіб |
| Англійська                   | 235                       |
| Неофіційна мова              | 380                       |
| Англійська і неофіційна мови | 0                         |

## Галерея

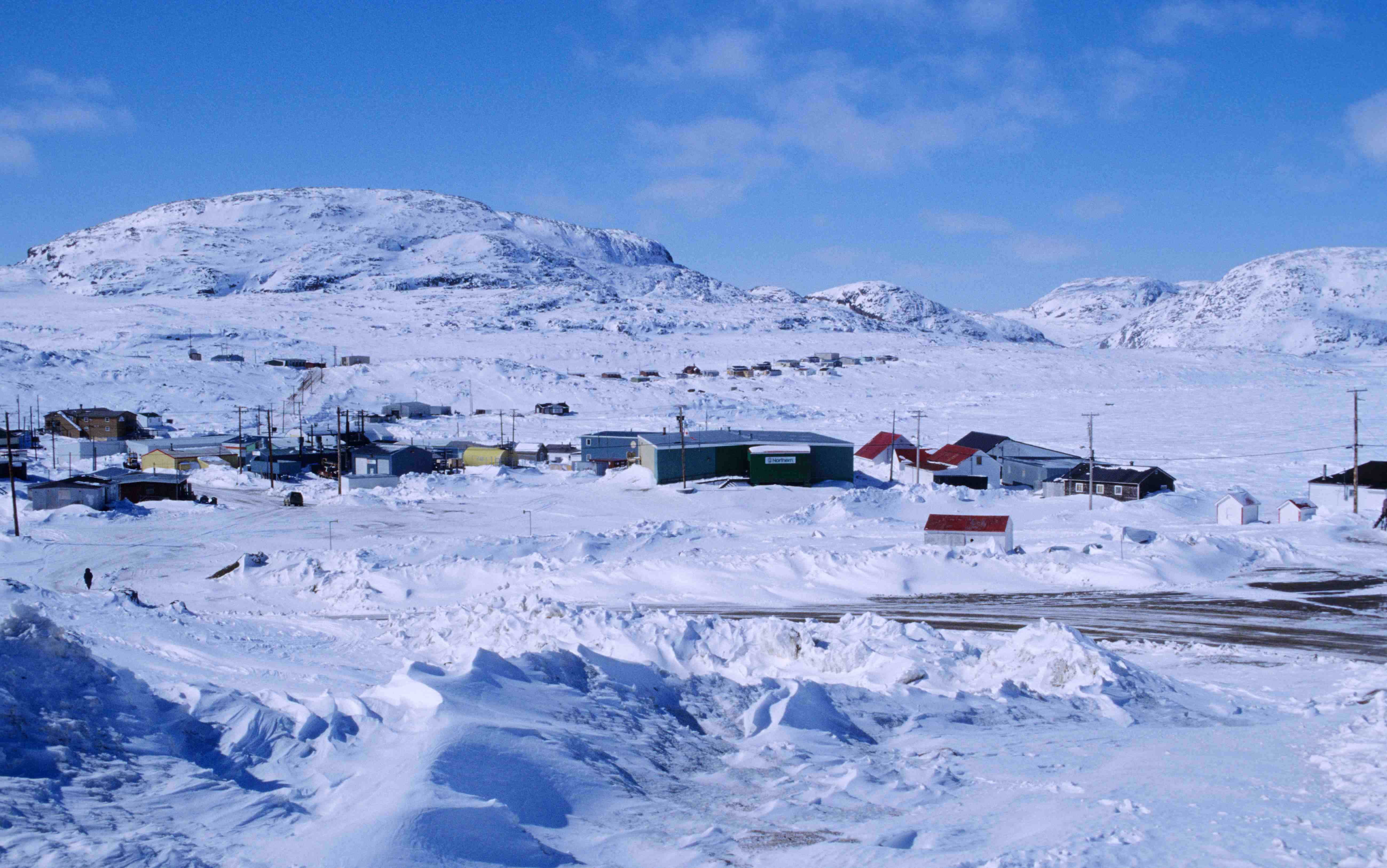
Весна в селі
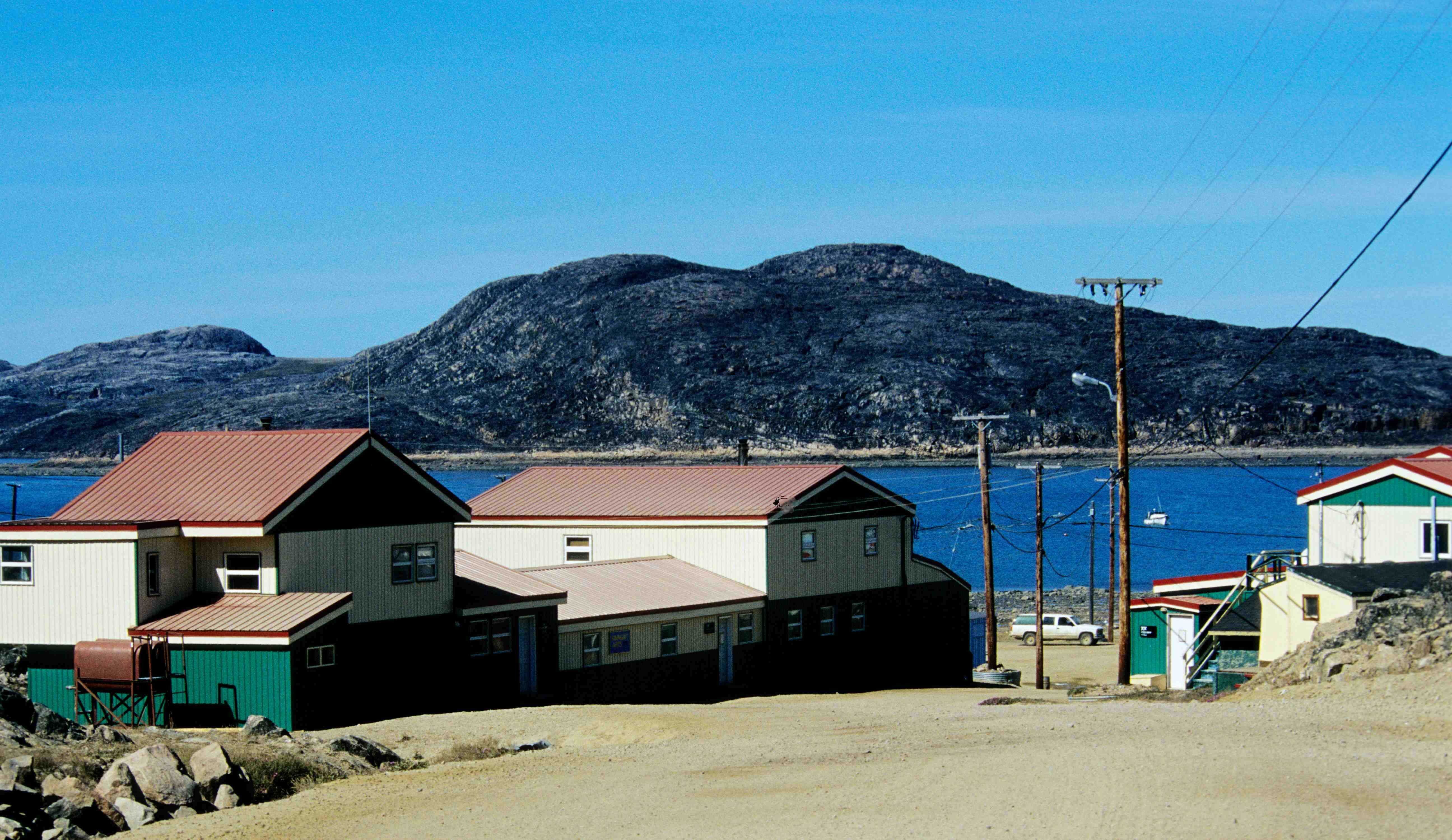
Будинки в Кейп-Дорсеті
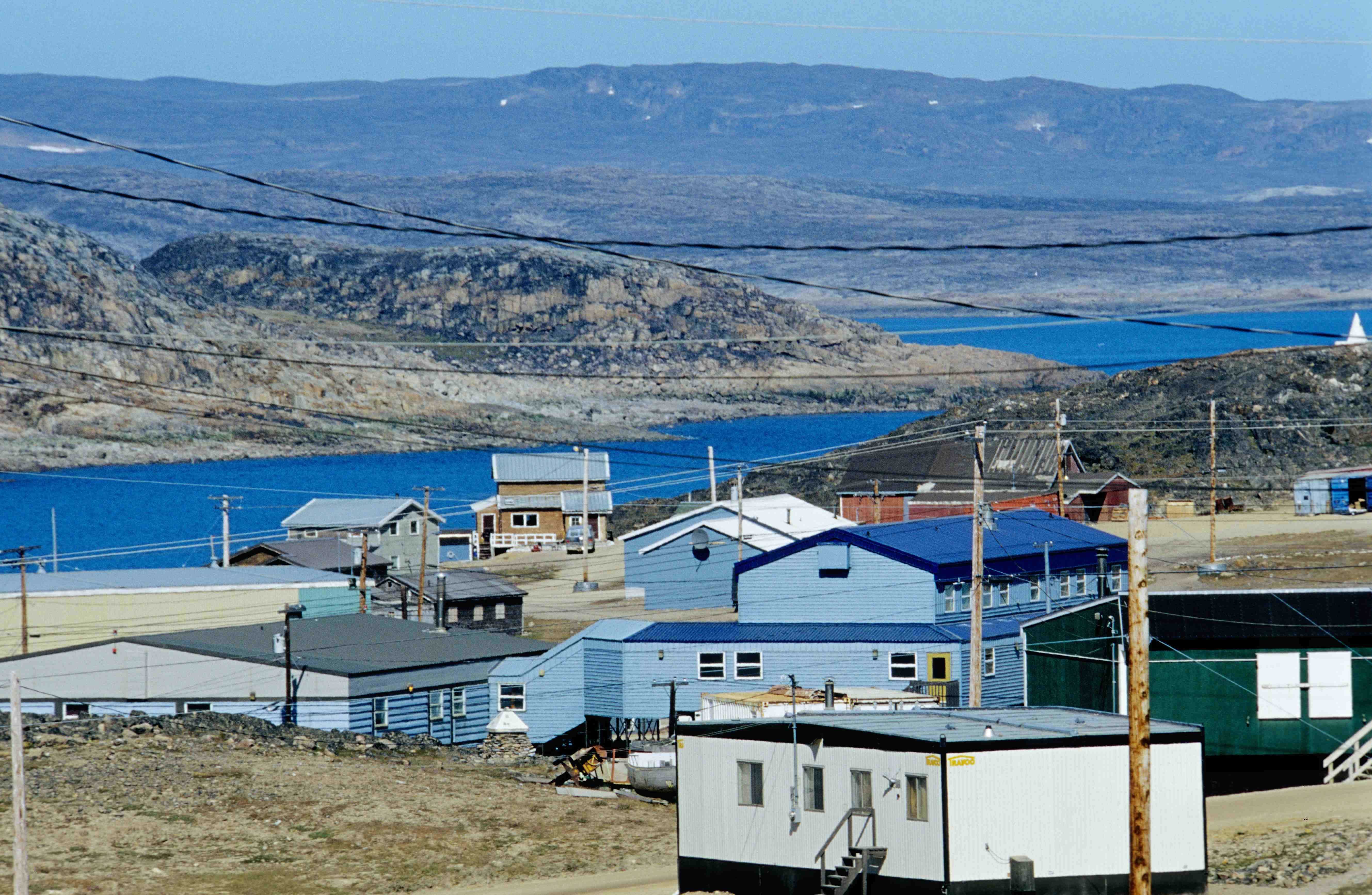
Літо в селі